# Melan (rappeur)
 (août 2024).
Melan est un rappeur et acteur français.

## Biographie
Melan, de son vrai nom Manel Foulgoc, grandit en région parisienne avant de déménager à l'age de 14 ans dans le quartier Belfort à Toulouse.
Manel est animateur dans les cités toulousaines, période pendant laquelle il rejoint le collectif Omerta Musik.
En 2020, il débute au cinéma dans La Fine Fleur de Pierre Pinaud aux côtés de Catherine Frot et de Vincent Dedienne.
En 2022, il fait partie du jury du Festival Montmirail.

## Discographie
- 2012 : Vagabond de la rime, vol. 1,
- 2014 : Vagabond de la rime, vol. 2,
- 2015 : La vingtaine[2],
- 2016 : Vagabond de la rime, vol. 3[6],
- 2018 : Abandon sauvage[7],
- 2019 : Pragma[7],
- 2020 : Déconfinement,
- 2020 : Angle mort[8],[9].
- 2023 : La Tr3ntaine
- 2024 : La Tr3ntaine l'intégrale (double cd)
- 2024 :Havana

## Filmographie
- 2017 : J'mange froid de Romain Laguna[10],
- 2020 : La Fine Fleur de Pierre Pinaud : Fred[2],[11],[12],
- 2021 : J'ai tué mon mari : Lucas,
- 2022 : Saison 4 de Capitaine Marleau : Erwan.